# Schlacht bei Bogesund

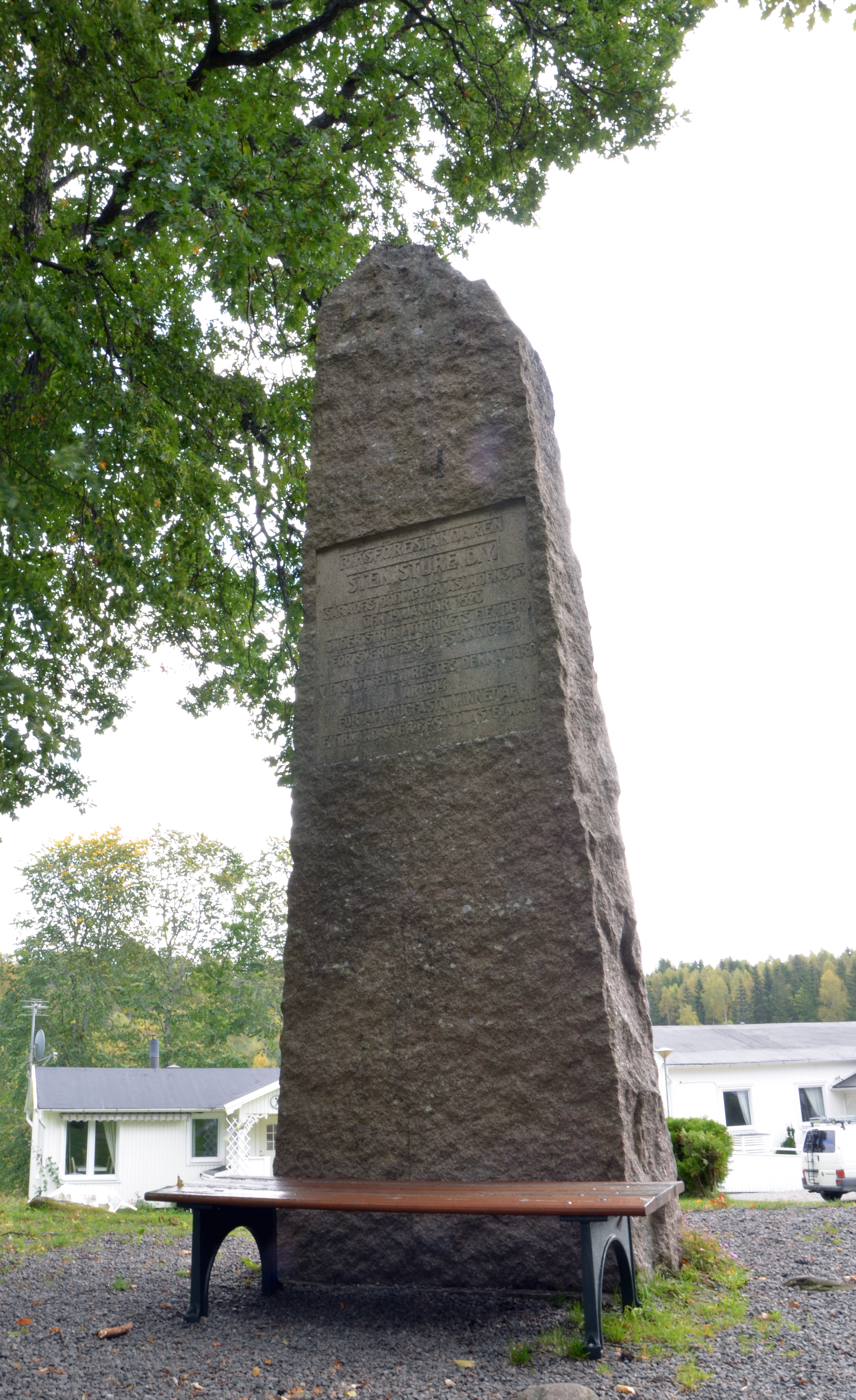
Gedenkstein an die Schlacht bei Bogesund, aufgestellt 1914 auf dem Skottek

Die Schlacht bei Bogesund (auch Schlacht auf dem See Åsunden) fand am 19. Januar 1520 am Vorabend des Schwedischen Befreiungskriegs auf dem See Åsunden etwa drei Kilometer südlich des heutigen Ulricehamn statt. Die schwedischen Truppen unter dem Reichsverweser Sten Sture dem Jüngeren verloren den Kampf gegen ein dänisches Heer unter der Führung von Otte Krumpen. Sten Sture wurde schwer verwundet und starb am 3. Februar 1520 an den Folgen seiner Verletzung. Die dänischen Truppen marschierten in der Folge weiter bis Stockholm, wo sich Christian II. am 4. November 1520 zum König von Schweden krönen ließ und es im Anschluss zum Stockholmer Blutbad kam.
1473 war es zwischen Dänemark und Schweden zum Frieden von Kalmar gekommen. Ab 1518 versuchte Christian II. Schweden erneut zu unterwerfen. Ein erster Versuch schlug mit der verlorenen Schlacht bei Brännkyrka fehl. Im Winter 1519–1520 unternahm er einen neuen Versuch, die Souveränität über Schweden zurückzufordern.
Befehlshaber der dänischen Truppen war Otte Krumpen, ein dänischer Ritter. Die Armee bestand aus gut ausgebildeten Söldnern aus dem Deutschen Reich, Frankreich und Schottland. Die kalte Jahreszeit wurde gewählt, da neben den vorhandenen Wegen die Flüsse, Seen und Sümpfe gefroren waren und so eine schnelle Fortbewegung ermöglicht wurde.
Auf schwedischer Seite wurden Soldaten und Bauern der Grenzregion zur Verteidigung mobilisiert.
Sture konnte den Platz sorgfältig auswählen, wo er auf die Angreifer treffen wollte. Der See war an dieser Stelle verhältnismäßig schmal und im Osten erhoben sich direkt am Ufer die Berge von Skottek.
Gleich zu Beginn der Schlacht wurde Sten Sture durch eine Kanonenkugel, welche vom Eis abprallte, knapp über dem Knie getroffen. Er wurde vom Schlachtfeld getragen und die schwedischen Truppen gaben mehr und mehr nach. Stures Verletzungen wurden nicht hinreichend gepflegt und er starb am 3. Februar beim Rücktransport nach Stockholm auf einem Schlitten auf dem Eis des Mälaren an den Folgen seiner Verletzung. Die Dänen zogen weiter Richtung Norden und brandschatzten auf dem Weg Bogesund (Ulricehamn), Falköping, Skövde und Skara. Im Tiveden kam es zu einem weiteren Gefecht, welches die Dänen die Hälfte ihrer Truppen kostete.
Am 21. Februar beschlossen die kampfführenden Parteien in Strängnäs, für acht Tage die Waffen niederzulegen. Am 2. März erreichten die Dänen Uppsala und schlossen mit einer schwedischen Gesandtschaft unter Leitung von Erzbischof Gustav Trolle einen Waffenstillstand, bei dem die schwedische Seite König Christian die Treue schwor und die dänische Seite sich verpflichtete, von Vergeltungsmaßnahmen abzusehen.
Christian II. wurde am 4. November 1520 in Stockholm zum König von Schweden gekrönt. Unmittelbar nach der Krönung begannen trotz der vorangegangenen Amnestie Prozesse gegen die Unterstützer von Sten Sture, welche zur Hinrichtung von mehr als achtzig Personen führten. Auch der Leichnam von Sten Sture wurde ausgegraben und auf einem Scheiterhaufen verbrannt.